# Sík Ferenc Alapítvány
A Sík Ferenc Alapítvány egy kulturális tevékenységet folytató alapítvány. 1995. október 24-én alapította Sík Veronika, Sík Ferenc – a Nemzeti Színház néhai Kossuth-díjas főrendezőjének – özvegye, hogy férje emlékét ápolja.

## Tevékenysége
Az alapítvány létrehozta a Sík Ferenc-emlékdíjat (Sík Ferenc-emlékgyűrű). Az Alapítvány további célkitűzése magyar szerzők művei bemutatásának támogatása, illetve támogatói adományok kezelése az Alapítvány céljaira.
Az emlékgyűrűt 1996-ban adtak át először Agárdy Gábornak. Az alapítvány három alkalommal (2002, 2007, 2009) a kuratórium által különdíjat, egy-egy emlékplakettet is kiosztott, amelynek odaítéléséről a kuratórium döntött.
Az Alapítvány díjosztó működése a 2009-es emlékgyűrű átadását követően technikai okokból szünetel.

### Kuratórium
Az Alapítvány kurátorai eleinte Ábrahám Dezső, Cselényiné Szántó Erzsébet, Hernádi Gyula, elnöke Makovecz Imre voltak. Ábrahám Dezső és Hernádi Gyula halála után 2006. május 15-től helyüket Márkiné Tamás Judit és Kubik Anna vette át.